# Улица Воронцово Поле
Улица Воронцо́во По́ле (в 1935—1992 улица О́буха, в 1739—1745 Ильи́нская) — радиальная улица на границе Басманного и Таганского районов в Центральном административном округе Москвы. Проходит от Покровского и Яузского бульваров до улицы Земляной Вал. Нумерация домов ведётся от Бульварного кольца. С нечётной (северной) стороны к улице примыкают Дурасовский и Подсосенский переулки, с чётной — Большой Николоворобинский и Обуха. Вместе с Воронцовым Полем эти улицы образовались на исторической возвышенности правого склона Яузы — Гостиной горе, предположительно одном из семи холмов Москвы.

## История улицы

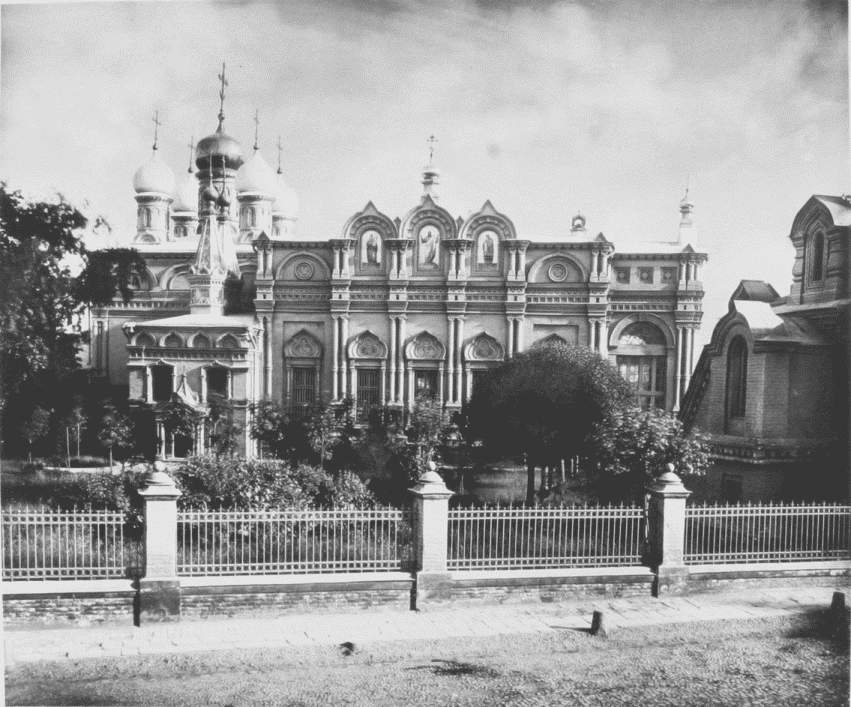
Храм Илии Пророка (Благовещения Пресвятой Богородицы) на Воронцовом Поле, Николай Найдёнов, 1882

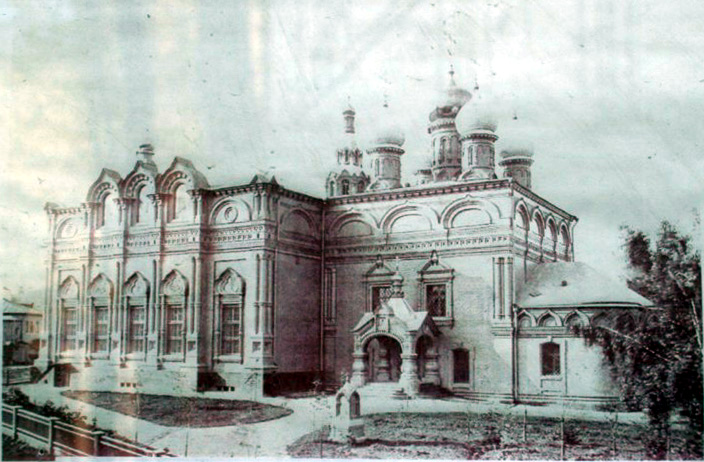
Храм Илии Пророка (Благовещения Пресвятой Богородицы) на Воронцовом Поле, 1900

Окрестности современной улицы Воронцово Поле занимают обширный холм на правом склоне Яузы. В период основания Москвы он был покрыт древним сосновым бором. Выдающийся российский историк Иван Забелин упоминал эту возвышенность как один из семи холмов, на которых стоит Москва — на этих землях было основано одно из древнейших поселений столицы: 
На этой стороне реки береговая высота, господствующая над луговиною и доселе носит имя Гостиной горы (Никола Воробино), служившей, быть может, поселением для торговых приезжих гостей. Впоследствии, когда образовалось Суздальское княжество и его сношения и связи с Киевом и Черниговом стали усложняться, особенно при Суздальском великом князе Юрии Долгоруком, эта местность получила, кроме торгового, и политическое, то есть, в сущности, стратегическое значение как первая открытая дверь в Суздальскую область, которую необходимо было укрепить для всякой опасности в междукняжеских отношениях.
К началу XIV столетия на вершине холма располагалось село Воробино. До второй половины века им владели знатные бояре Воронцовы-Вельяминовы, первые тысяцкие Москвы. Поблизости находился небольшой мужской монастырь Ильи Пророка, иначе — Ильинский Подсосенский. Это название сохранилось до сих пор в топониме примыкающего к Воронцову Полю Подсосенского переулка. После конфликта с Дмитрием Донским род Воронцовых-Вельяминовых был лишён всех владений, земли у монастыря и села Воробина отошли к великому князю.
Дальнейшая история этой местности хорошо прослеживается по летописям и документам. Например, в 1504 году Иван III в своём завещании отдал сыну Василию «сельцо Воронцовское на Яузе». Оно же упоминается в 1515 году, когда согласно летописи Василий III «летовал в Воронцове на своём дворе». В XVI веке там находился один из главных дворцовых садов. Годом раньше по приказу Василия III Алевиз Фрязин построил у монастыря каменную Благовещенскую церковь. Она неоднократно перестраивалась, но сохранилась до наших дней и находится на улице Воронцово Поле, дом 16.
В то время великокняжеский двор и дворец были окружены садами и избами простых горожан. На склоне Яузы процветала Воронцовская слобода «чёрных людей» — пахарей, ремесленников и торговцев. Вдоль реки стояли мельницы и кожевенный завод. Окрестные леса изобиловали дичью, до начала XVII века на Воронцовом поле часто проходили великокняжеские и царские охоты.
Долгое время Воронцовская слобода процветала, к XVII веку она достигала 135 дворов. Тогда на Гостиной горе селились иностранцы, торговавшие на Китай-городе. Подавляющее большинство из них составляли поляки и литовцы, отсюда появилось второе название — Панская слободка. Там же, на Воронцовом Поле, в 1640-х устроили «патриарший огород» — большое хозяйственное имение, окружённое рвом и плетнём в 80 саженей, по соседству была большая житница. В 1650-х Алексей Михайлович расселил на этих землях стрельцов — для защиты восточных границ столицы. Прежних жителей выселили из своих домов и оттеснили за Яузу. Именно там и образовалась Новая Воронцовская слобода, позднее она дала название современной Воронцовской улице. Старый же район до конца XVII века считался полковой землёй стрельцов Степана Стрекалова. Известно, что уже в 1620-х на ней стояла деревянная церковь Покрова. Она значительно пострадала от пожара 1688 года, поэтому в 1693-м стрельцы перестроили её в камне. В 1712—1714 годах к церкви добавили колокольню и придел.
Кроме стрекаловского полка, на Гостиной горе находилась слобода стрелецкого полковника Данилы Воробина. Его имя дало название местности, топоним сохранился до сих пор. Солдаты «не жаловали» церковь Ильи Пророка и хотели возвести собственный храм. В 1690 году «по случаю рождения царевича Алексея Петровича и за многие службы» они получили из казны 550 рублей и к 1693-му построили церковь Николая в Воробине. Фасады пятиглавой церкви были оформлены сдержанно, но примыкавшая к ней колокольня была богато украшена в стиле «нарышкинского барокко». От более древнего деревянного храма Покрова новой церкви досталась главная реликвия — икона Богоматери «Гора Нерукосечная».

### XVIII—XIX века

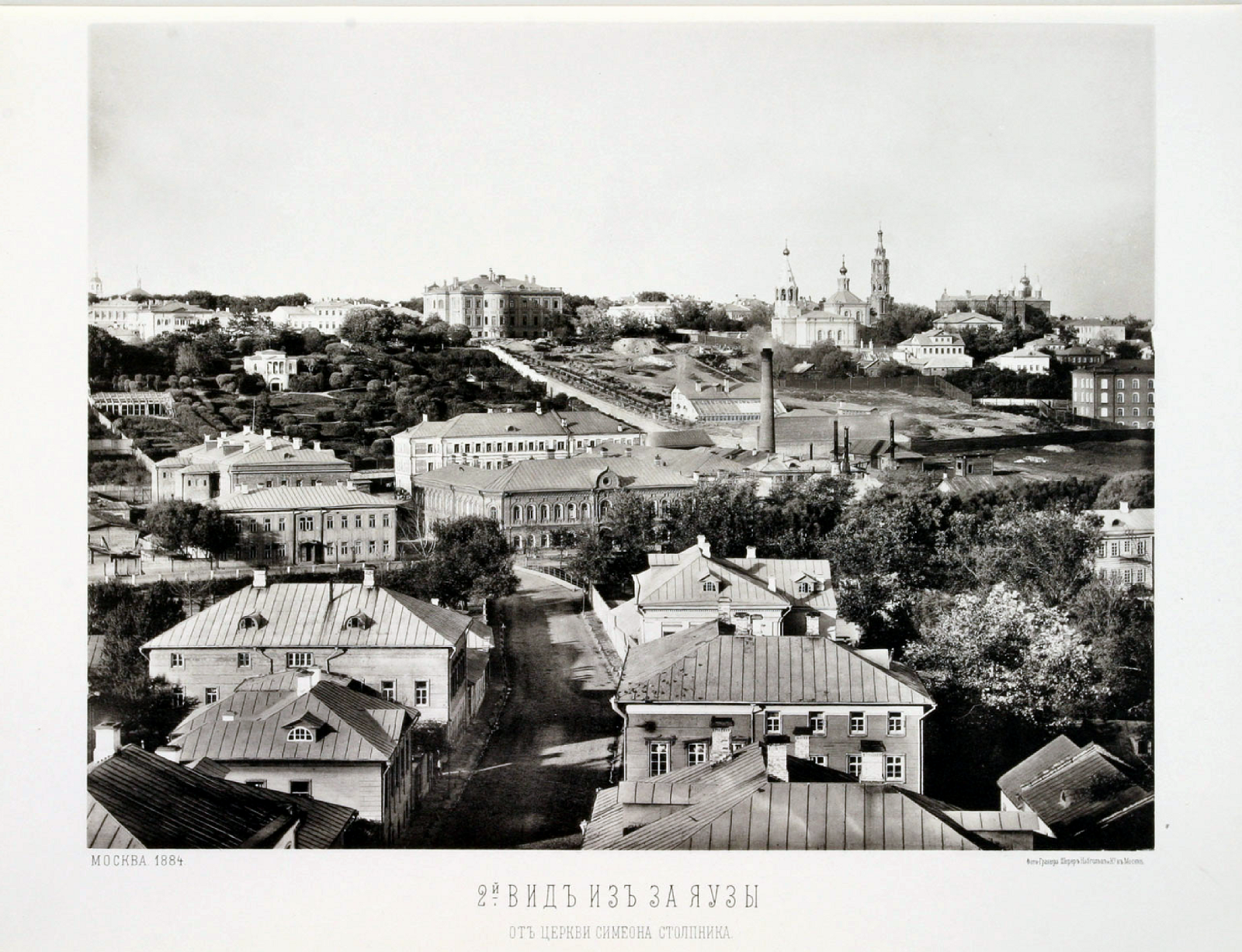
Вид Воронцова Поля из-за Яузы от церкви Симеона Столпника. Николай Найдёнов, 1884

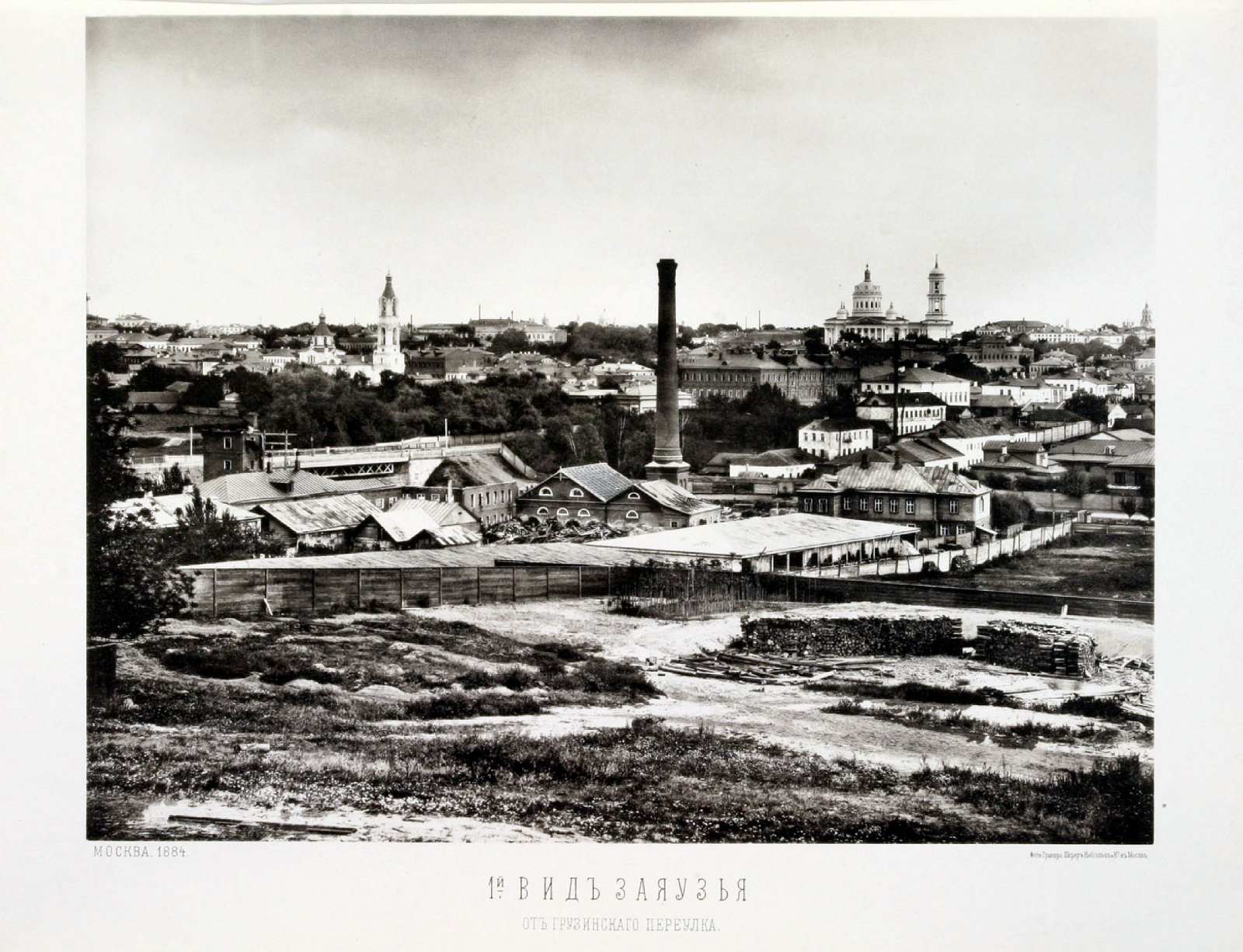
Заяузье от Грузинского переулка. Николай Найдёнов,1884

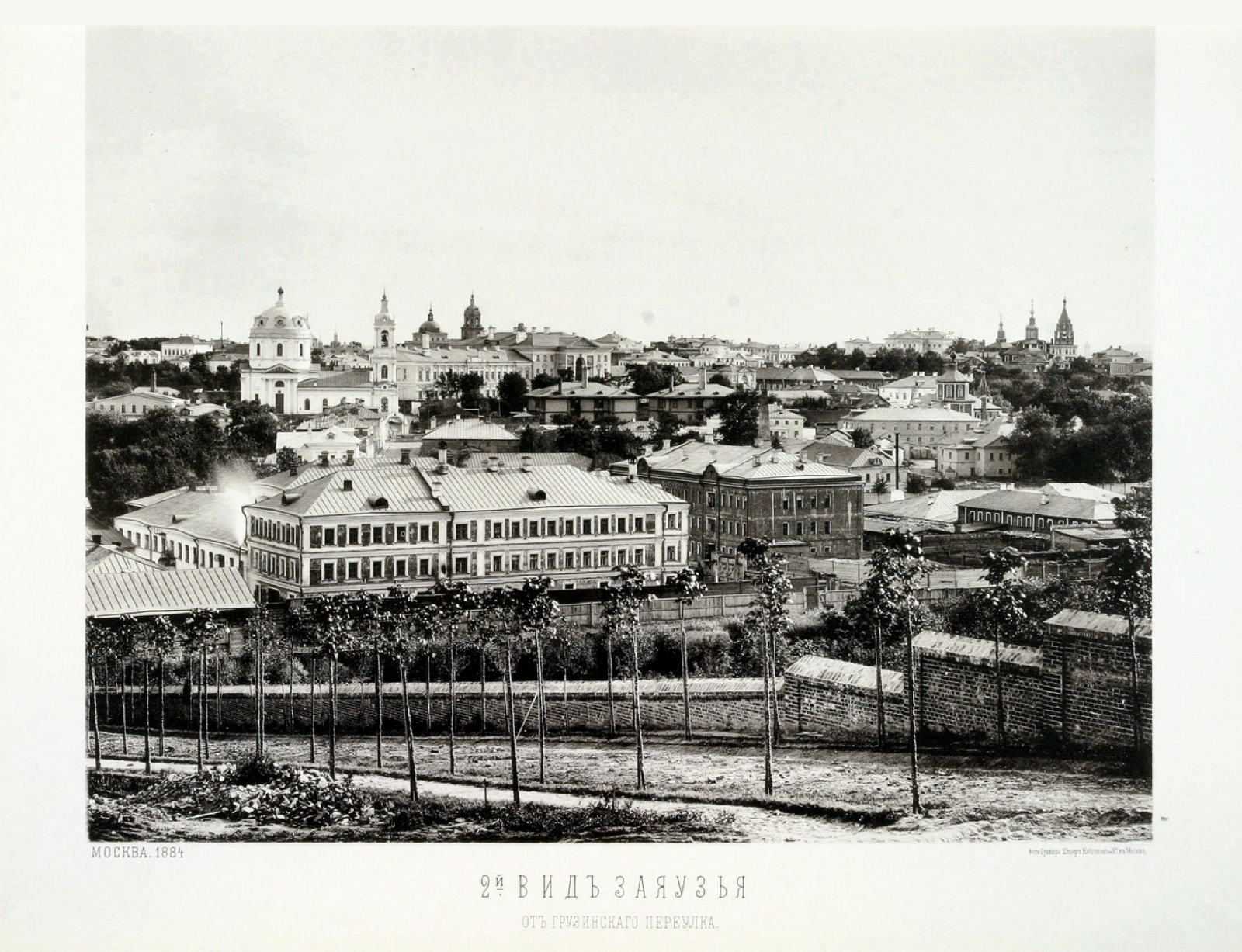
Заяузье от Грузинского переулка, вид № 2. Николай Найдёнов, 1884

С начала XVIII века стрелецкие полки были распущены «за ненадобностью», а земли постепенно стали занимать знатные горожане — князь Потёмкин, канцлер Александр Безбородко и другие. После одного из московских пожаров на этот склон Яузы перенесли фруктовые сады из Старосадского переулка.
В XVIII—XIX веках храм Покрова на Воронцовом Поле был известен по именем «Грузинской Богородицы». Название было дано в честь его главной святыни — иконы-списка с чудотворного образа Грузинской Богоматери. Драгоценный киот для иконы, инкрустированный изумрудами, сапфирами и бриллиантами, был выполнен на пожертвования дочерей Иоанна V и сестры Петра I Натальи Алексеевны. Позднее в этот храм приезжал молиться император Александр I.
В 1782 и 1792 годах к церкви Николы Воробина пристроили два придела, установили новый иконостас в стиле ампир. В этот храм приходили на службы Василий Баженов, князь Григорий Потёмкин, Николай Львов и Александр Островский. Последний долгое время жил в доме 2 на Воронцовом Поле.

В 1850-х годах из 28 окрестных дворов половина были площадью более 4,55 тыс. м² — необычно много для Москвы того времени; это были обширные сады с редко стоящими деревянными домами. Ко второй половине XVIII века самый большой земельный участок в этом месте получил Александр Безбородко. Это имение стало ответным подарком Павла I на переданный ему дворец в Немецкой слободе. Планы Безбородко: 
<...> заложить новый дом в Москве на прекрасном и первом в Москве месте, в конце Воронцовского поля, на Яузе, у самого Белого города лежащем, которое достал у княгини Хованской покойный князь Потёмкин, а после его купила блаженной памяти императрица.
Для работы над усадьбой канцлер пригласил знаменитого итальянского архитектора Джакомо Кваренги, а разбить парк поручил Николаю Львову. Однако смерть Безбородко остановила проект, усадьбу унаследовал брат, после которого участок разделили на множество мелких владений. Земли на левой стороне холма ближе к впадению Яузы в Москву-реку выкупили братья фон Тессин. Позднее участок продали супругу их сестры Эмилии Андреевны — Александру Островскому.
С середины XIX века большую часть владений выкупила немецкая диаспора Москвы. Самым влиятельным кланом были Вогау, аристократическое семейство из немецкого Галле, ведущее свою родословную от начала XIV века. В 1827 году Филипп Максимилиан Вогау переехал в Москву и основал фирму Вогау и Ко. За последующий век она превратилась в одно из самых крупных предприятий в России: Вогау занимались производством сахара, зерна, соды, металла, текстиля, цемента, бумаги и керосина. Вогау строили по всей России заводы и фабрики, внесли значительный вклад в электрификацию и развитие транспорта. В тесном родстве с Вогау находились такие известные семьи, как Марки, Банза, Руперти, Рабенеки, Шумахеры. Многие представители семьи занимались благотворительностью и общественной деятельностью. Например, Алтуфьевское шоссе называлось раньше их фамилией, а платформа Марк Савёловского направления построена на средства Эльзы Гуговны Марк.
С середины XIX века редкую деревянную застройку Воронцова Поля сменили каменные усадьбы и особняки московских немцев. В этот период Воронцово Поле получило неофициальное название «Вогау-штрассе» или «Новонемецкая слобода»: Вогау занимали на ней шесть домов и ещё три в соседнем Николоворобинском переулке. На средства семьи поблизости была построена Евангелическая больница.

### После революции
Первая мировая война положила конец деятельности русских немцев. С 1914 года в Москве возникали националистические выступления, пресса публиковала списки контор и фамилий «подданных враждебных Российской империи держав». В конце мая 1915 года Москву захватила волна «немецких погромов» под фактическим попустительством губернатора князя Юсупова. За три дня толпа разрушила 475 предприятий и более 200 домов. Полиция заявила о шести сотнях убитых и пострадавших. Общий урон оценили в 40 млн рублей, компания Вогау понесла убытков на более чем два миллиона.
После погромов 1915 года клан Вогау постепенно свернул всю деятельность в России и покинул страну. Владение № 10 по улице Воронцово Поле и обширный сад перешли Химическому институту под руководством академика Алексея Баха. Старый усадебный дом Вогау был снесён, а для Баха и других научных сотрудников по проекту С. В. Чернышёва построили новое здание. Летом 1932-го снесли церковь Николая в Воробине, на её месте построили школу и дом Физико-технического института. В том же году был разрушен храм Покрова на Воронцовом поле.

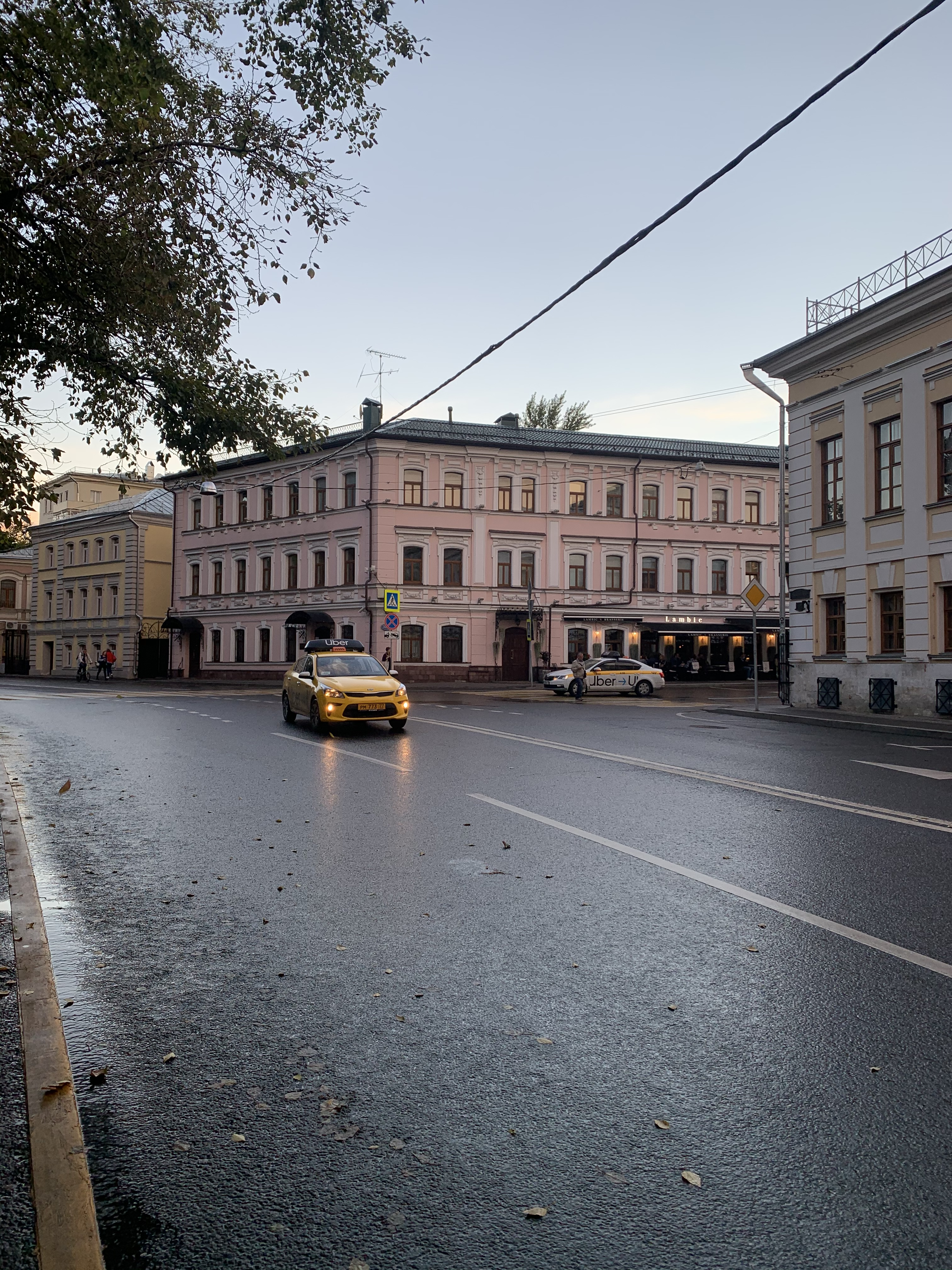
Улица Воронцово Поле (2020)

В 1935-м году улица была переименована в честь доктора Владимира Обуха. В 1952-м году владение № 6-8 по улице Воронцово Поле было передано посольству Индии в Москве. Здание школы (дом 4) на Воронцовом Поле было снесено и на его месте построили типовой 12-этажный дом. В 1960-х в Таганском и Басманном районах развернулось строительство типовых многоэтажных зданий, однако Воронцово Поле в целом сохранило облик начала XX века. В 1992 году улица получила обратно своё историческое название.

### Современность
Бывшие усадебные сады Воронцова Поля долгое время были открыты для доступа посетителей. Обширная зелёная зона от Большого Николоворобинского переулка до переулка Обуха в течение второй половины XX века постепенно была разделена между несколькими учреждениями. По состоянию на 2017 год парк усадьбы Тессиных-Островских принадлежит НИФХИ имени Льва Карпова, нижняя половина правой стороны — посольству Индии, верхняя — православной Свято-Петровской школе.

## Строения

### Здания и сооружения
На современной улице Воронцово Поле дом № 1 принадлежит военной академии им. Куйбышева; здание построено в 1932-м году по проекту архитектора А. Круглова. В настоящее время его занимает один из корпусов Национального исследовательского университета «Высшая школа экономики». Дом № 7 — бывшее здание городского управления. После революции в здании располагался Институт питания. В 1930—1952 годы в нём работал профессор Мануил Певзнер, один из основателей диетологии и клинической гастроэнтерологии.

### Памятники культуры

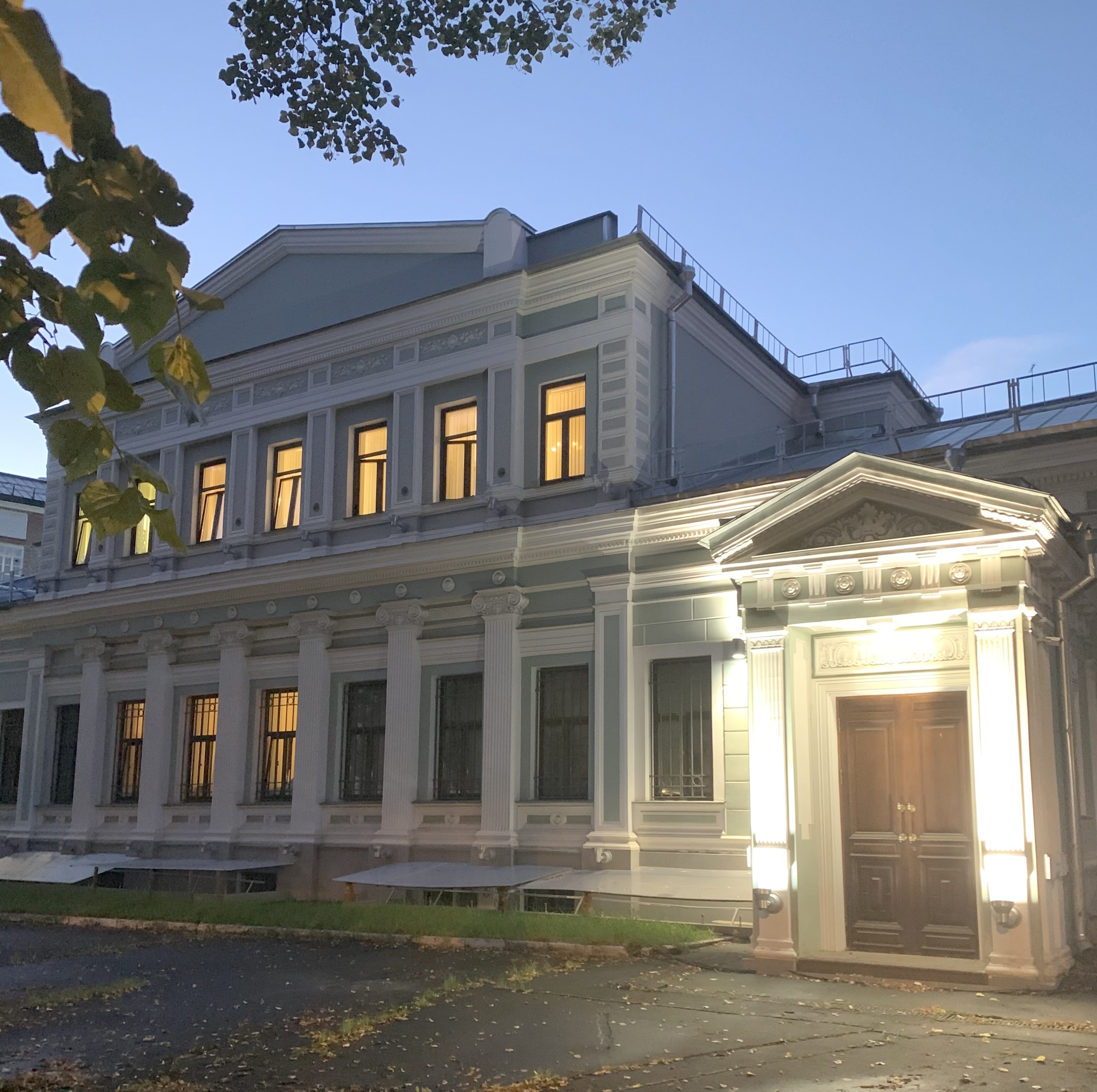
Воронцово Поле, дом 3 (2020)

Многие здания на улице Воронцова Поля имеют статус памятников архитектуры регионального и федерального значения.

#### По нечётной стороне
- № 3 — городская усадьба Е. П. Вандышниковой — Э. М. Банза. 1891—1898, архитектор Виктор Коссов, возможно по проекту Семёна Дмитриева. Флигель построен в 1902 году, архитектор — Борис Шнауберт[40][39].
- № 5 — городская усадьба Е. И. Вандышниковой, позднее — Э. Ф. Вогау. Каменное одноэтажное здание 1803 года пострадало при пожаре 1812 года и было перестроено в 1817 и 1837 годах. В 1898 году особняк перестроили по проекту Сергея Воскресенского, добавили новые входные группы и декоративную лепнину фасадов[41].
- № 9 — городская усадьба, первая половина XIX века[39].
- № 13/25 — городская усадьба, постройки XVIII—XIX веков:
  - стр. 1 — Главный дом усадьбы 2012-м году был передан Русскому историческому обществу согласно решению Правительства Москвы. Тогда же началась реставрация особняка, законченная к осени 2016 года[42][43].

#### По чётной стороне
- № 2 — приходской дом церкви Николы Воробина[44].
- Владение № 6—8 — обширная городская усадьба. С XVII по начало XX века принадлежала купцам Латышевым, Бахрушиным, Бардыгиным, Вогау и Маркам:
  - стр. 1 — особняк Г. Ф. Бардыгиной, построен в 1911 году по проекту архитектора Ивана Барютина. За характерный декор здание получило неофициальное название «дом беседующих змей»[44]. С 1924 по 1940 г. там находился знаменитый кольцовский Институт экспериментальной биологии. С 1952 года особняк передан в бессрочное владение Посольству Индии[41][45][46][35];
  - стр. 3 — флигель[47];
  - стр. 4—5 — каретный сарай, хозяйственная постройка начала XX века[48];
  - стр. 8 — садовый павильон «Дача Наполеона», построен в 1860 на основе палат XVII—XVIII веков[38][49];
  - оранжерея XIX — начала XX века[50];
  - ограда и ворота, поставленные по заказу Адель Романовны Вогау в 1897—1898 годах архитектором Сергеем Воскресенским[41].
- № 10 — бывшая городская усадьба и парк Вогау-Марков, построены в 1882 г. по проекту архитектора Виктора Коссова[33]. Поблизости располагались сахарный завод и здание конторы. Здания получили значительные повреждения во время немецкого бунта 1915 года, после революции были перестроены. На фундаментах бывшей конторы и усадебного дома в 1920-х гг. построили корпуса Научно-исследовательского физико-химического института имени Карпова [44]. Проектировали новые здания архитекторы Борис Иофан и Сергей Чернышёв[51][41][40][52]. 
  - стр. 15 —  корпус опытной станции Физико-химического института имени Карпова, построен в 1927 году по проекту Бориса Иофана, внесён в Красную книгу Архнадзора (электронный каталог объектов недвижимого культурного наследия Москвы, находящихся под угрозой), номинация - ветхость.[53]

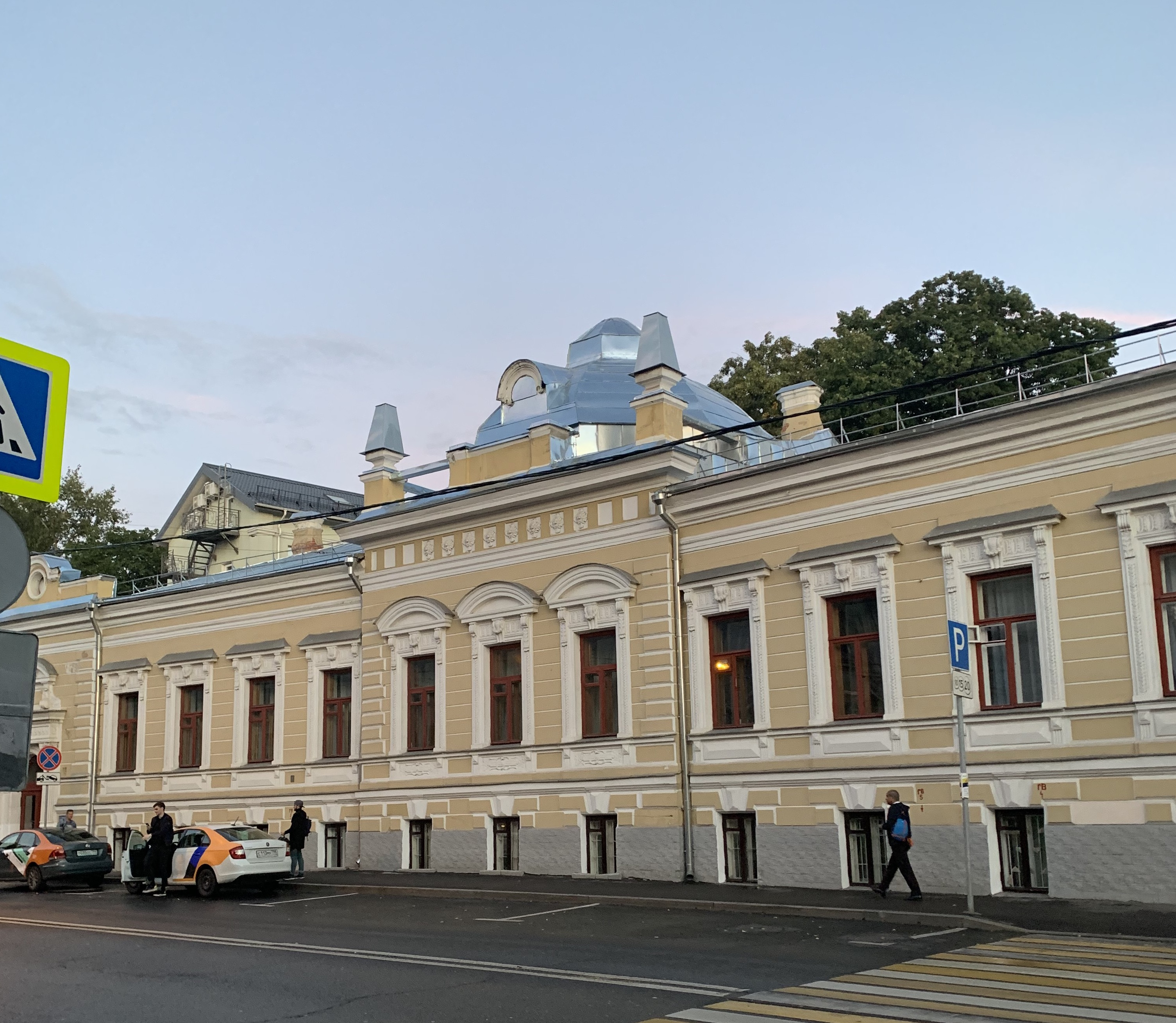
Ул. Воронцово Поле, 12 (2020)

- Ул. Воронцово Поле, 12 (2020)№ 12 — особняк бывшей городской усадьбы Ксении Васильевны Капцовой из семьи известных московских купцов и меценатов. Дом был построен в 1820-х, реконструирован в 1888—1889 годах под руководством архитектора Дмитрия Чичагова[41]. В этом доме родился Николай, который впоследствии стал известным физиком и заведующим кафедрой электроники МГУ[29][54]. На средства Капцовых в 1871—1875 годах были перестроены колокольня и трапезная храма Покрова на Воронцовом Поле[34]. C 1944 года в особняке размещается Научно-исследовательский институт гигиены труда и профессиональных заболеваний[51][55][56]. С 2017 года в рамках дней исторического и культурного наследия Москвы в особняке проходят экскурсии[57].
- № 14/5 — Евангелическая больница, её строительство в этом месте началось в 1903-м на пожертвование от Эммы Максимовны Банзы, были построены новых двухэтажные палаты и амбулатория. Руководил проектом архитектор Отто фон Дессин. Медицинская помощь и лекарства в больнице были бесплатными для неимущих и оказывались всем нуждающимся, вне зависимости от конфессиональной принадлежности[29]. После революции здание было передано Институту гигиены труда и профзаболеваний, позднее — Институту мозга Владимира Бехтерева[40]. Сфера научных интересов учреждения включала поиск особенностей, объяснивших бы «необыкновенную гениальность вождя мирового пролетариата»[36]. Деятельность института в советское время была засекречена. С 2006 года здание больницы практически не охранялось, поэтому часть лабораторного оборудования и материалов была разграблена[29][58][59].
- № 16, стр. 1 — Служебное здание Окружной железной дороги, 1900—1910[39]. С лета 2013 года — Французский институт[60].
- № 16, стр. 13 — Храм пророка Илии на Воронцовом поле, построен в 1514—1515 годах по приказу Василия III. В 1665-м храм был перестроен: здание небольшого размера венчалось глухими шатрами, редкими в русском зодчестве XVII века[51]. В 1702 году к храму пристроили пятиглавую Ильинскую церковь, а в 1840-м к ней добавили непропорционально большую трапезную. В 1878-м под руководством архитектора П. П. Зыкова колокольню, трапезную и церковь перестроили в стиле древнерусской архитектуры[61]. В 1929 году храм был закрыт, в 1932—1953 годах разобрали колокольню и главы. В 1929—1931 годах здание передали Музею искусства народов Востока[61]. В 1968-м музей был переведён в дом Луниных, а бывшая церковь Ильи Пророка продолжала использоваться для хранения его фондов[62].

## Галерея

Современные фотографии зданий на улице Воронцово Поле
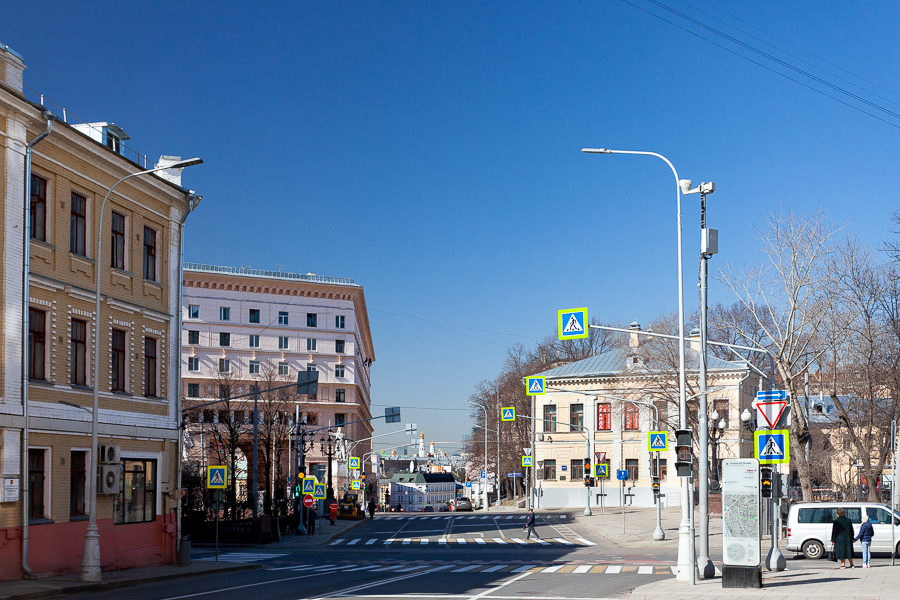
Вид в сторону Покровского и Яузского бульваров, 2018
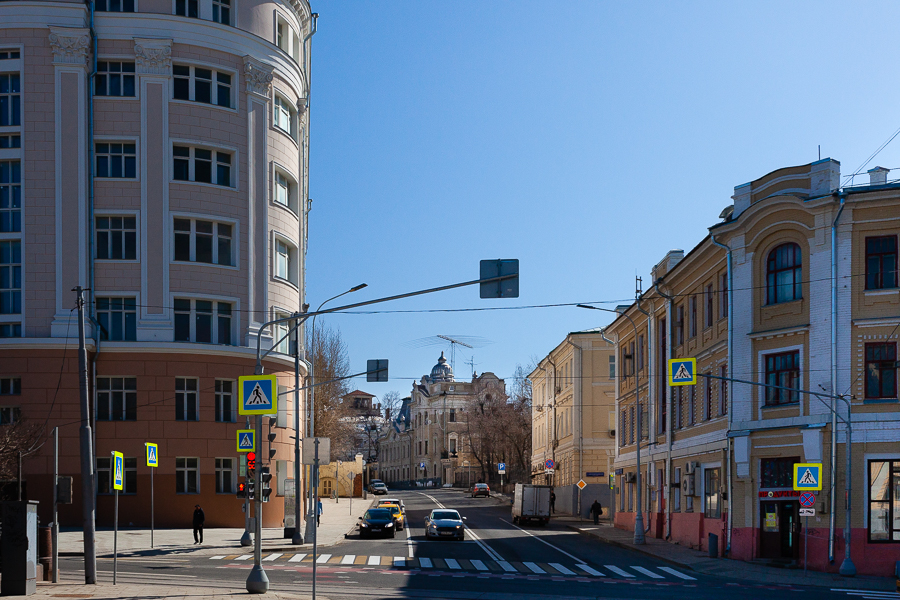
Вид со стороны бульваров, 2018
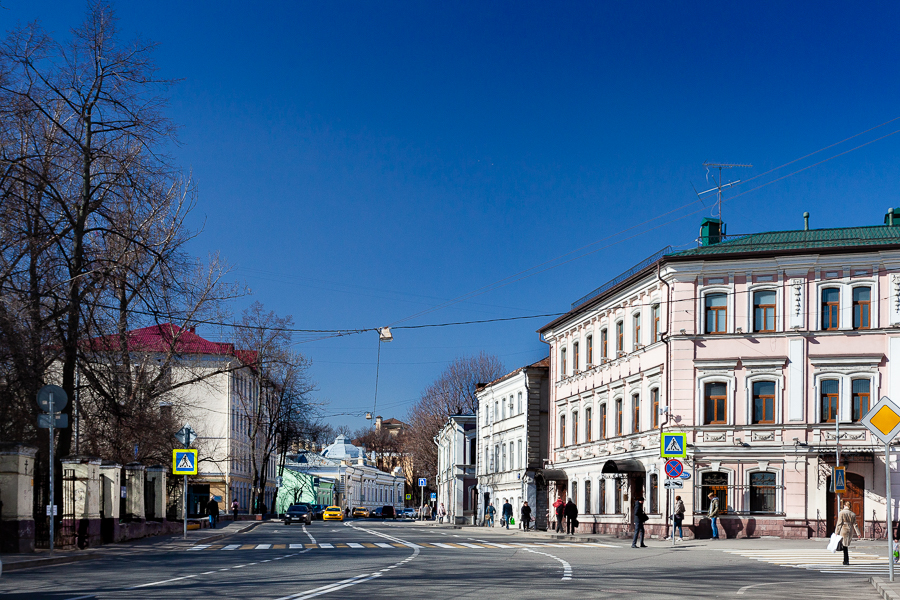
Вид со стороны улицы Земляной Вал, 2018
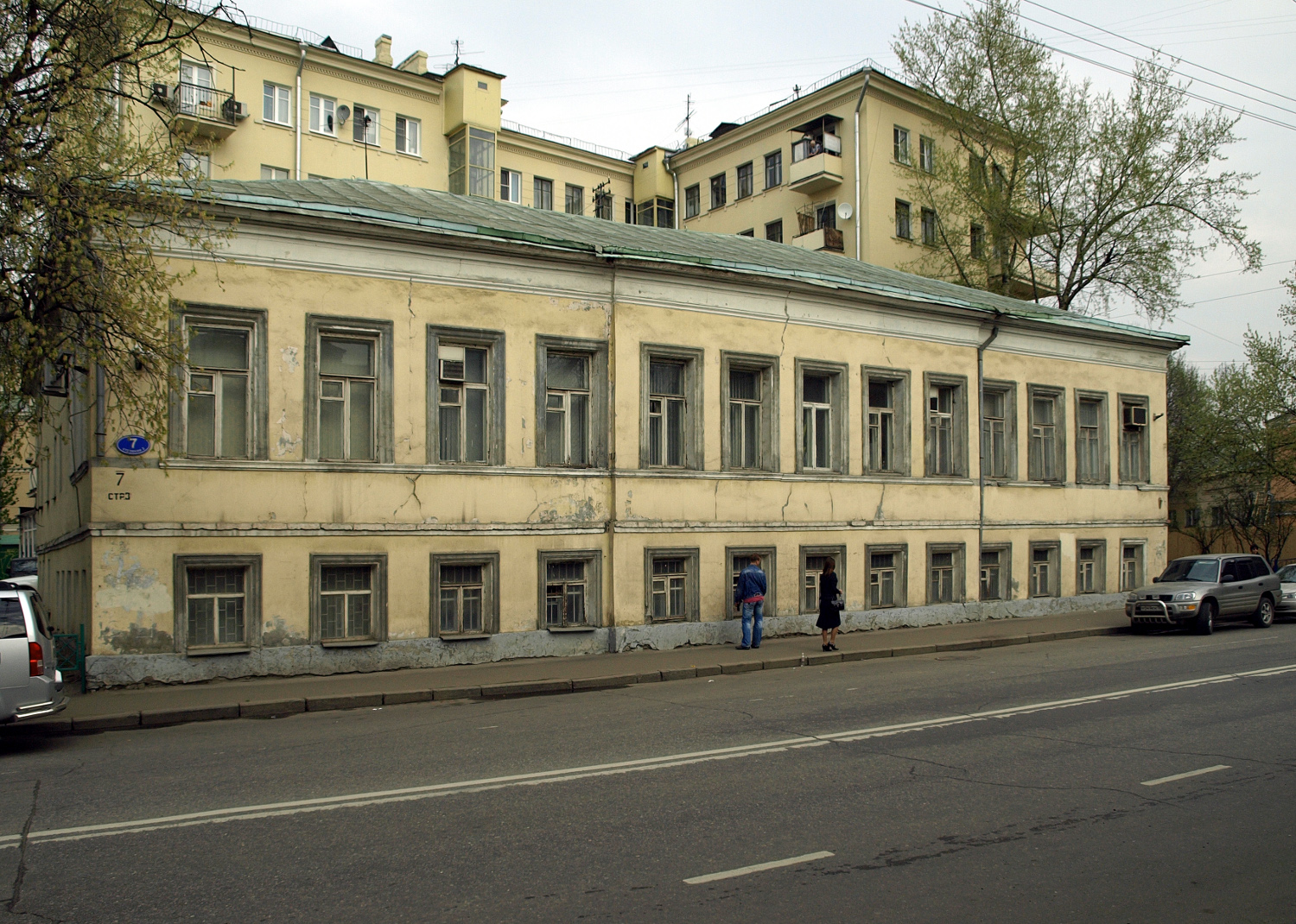
Воронцово Поле, 7. Бывшее здание городского управления, 2008
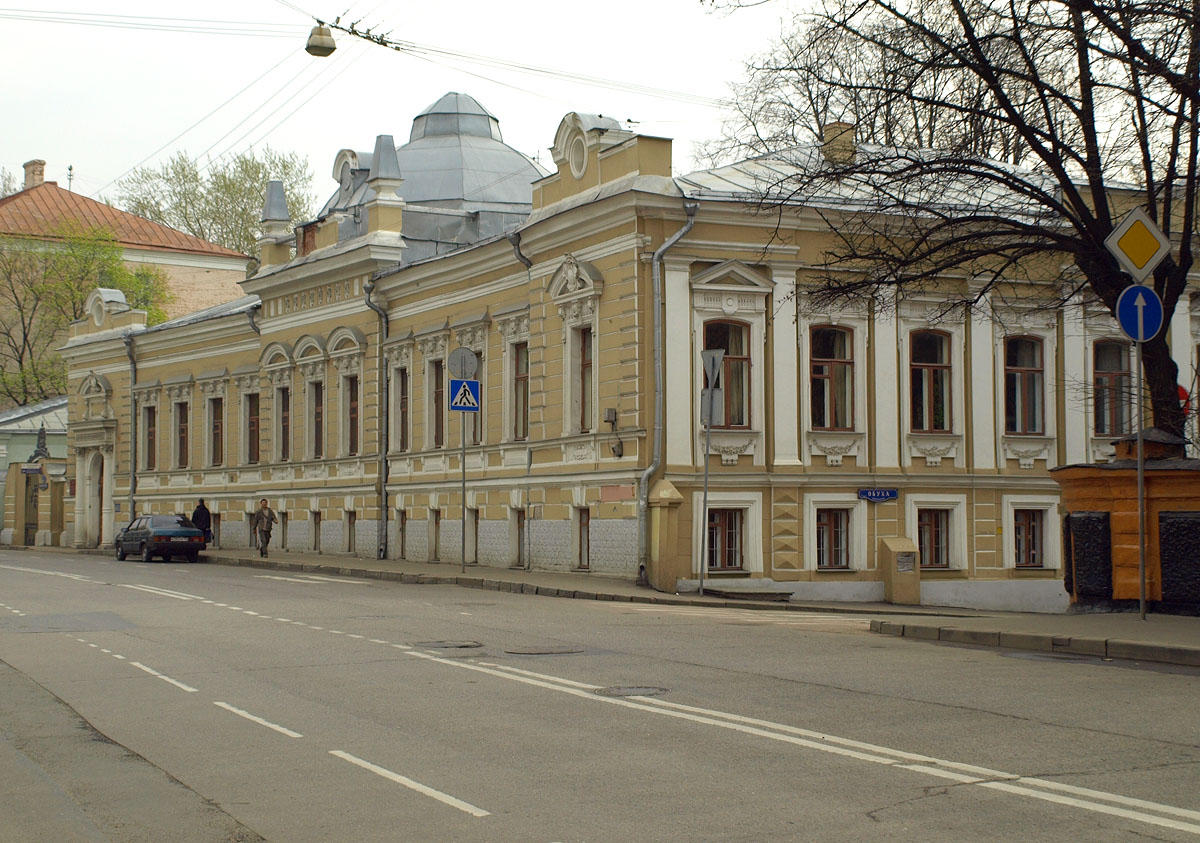
Воронцово Поле, 12, стр. 1. Особняк Капцовых. 2008
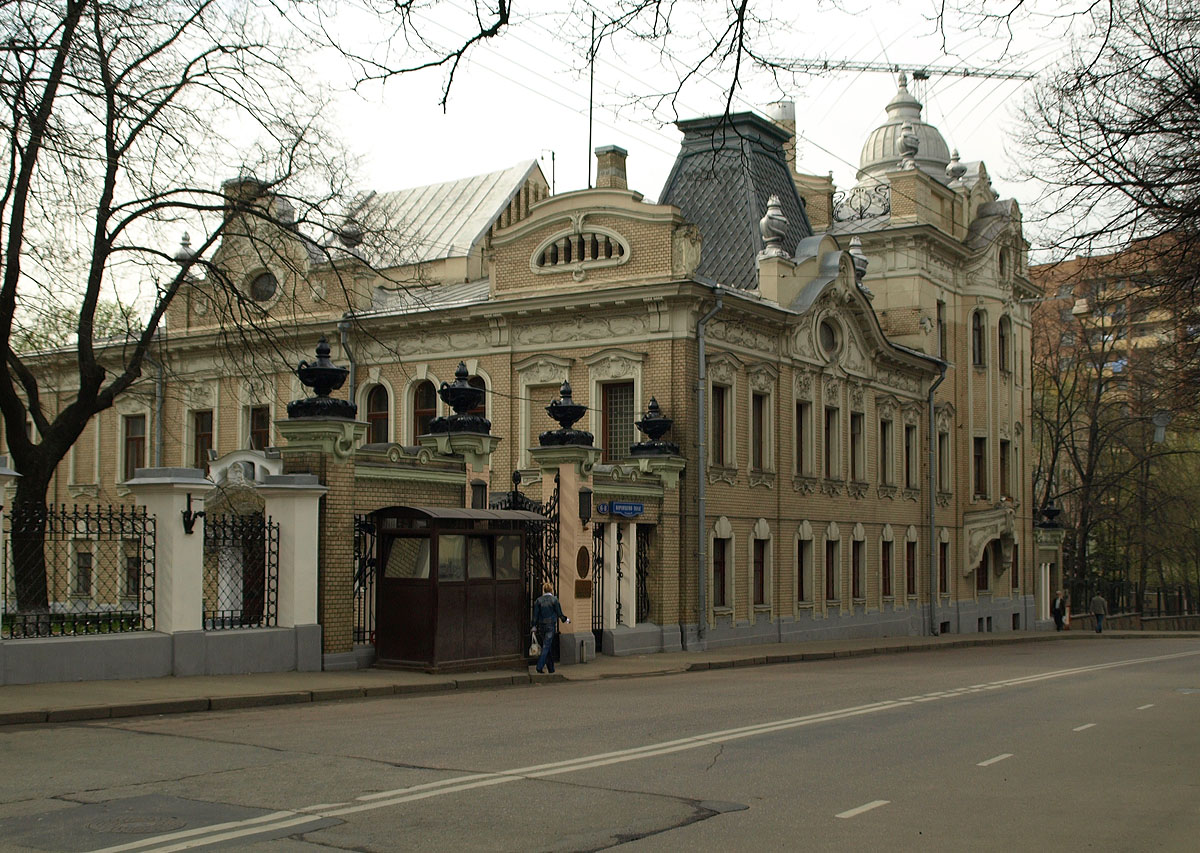
Воронцово Поле, 6-8, Посольство Индии. 2008